# Henryków-Urocze
Henryków-Urocze – wieś sołecka w Polsce położona w województwie mazowieckim, w powiecie piaseczyńskim, w gminie Piaseczno. Leży 37 km od centrum Warszawy.
| SIMC    | Nazwa  | Rodzaj    |
| ------- | ------ | --------- |
| 1058645 | Urocze | część wsi |

W latach 1975–1998 miejscowość administracyjnie należała do województwa warszawskiego.
Przy ulicy Gromadzkiej znajduje się drewniana chałupa z przełomu XIX i XX wieku. Zbudowana z bali sosnowych, kryta strzechą. Została przeniesiona w to miejsce ze wsi Dziechciniec w gminie Wiązowna. Została wpisana do rejestru zabytków 27 października 1982 roku.